# Parlamentsvalet i Slovenien 2014
Parlamentsvalet i Slovenien 2014 ägde rum den 13 juli 2014. 
Valet gällde de 90 platserna i Nationalförsamlingen. Valet utlystes efter att Alenka Bratušek meddelat sin avgång.
Valets segrare blev juristen Miro Cerar med nya partiet SMC, som fick 36 mandat. 

## Bakgrund
Parlamentsvalet 2011 ledde till en högerinriktad koalitionsregering bestående av Slovenian Democratic Party (SDS), Civic List (DL), Democratic Party of Pensioners of Slovenia (DeSUS), Slovenian People's Party (SLS) och New Slovenia (NSi.) Janez Janša, partiledare för SDS, utnämndes till premiärminister. Denna regering föll dock ihop efter att Janša anklagats för korruption den 27 februari 2013 Janša dömdes en tid därefter till två års fängelse och 37,000 dollar i böter Den nya regeringen blev istället en koalition mellan  Positive Slovenia (PS), the Social Democrats (SD), Dl och DeSUS.